# Kahror Pakka
Kahror Pakka é uma cidade do Paquistão localizada na província de Punjab.